# Annie Cordy
Annie Cordy, nom d'artista de Léonie Cooreman, (Laken, 16 de juny de 1928 – Valàuria, 4 de setembre de 2020) fou una cantant, vedet i actriu belga.
Compta en la seva llarga carrera amb prop més de set-centes cançons enregistrades. Com a actriu va participar en una desena de comèdies musicals i operetes, una quarantena de pel·lícules, una trentena de sèries i telefilms, una desena de peces de teatre. A més va donar uns deu mil concerts de gala. Molt dinàmica i sempre de bona lluna durant les seves aparicions en públic, vanagloriava els mèrits del somrís, encara que encarnés papers menys còmics per al cinema i ficcions de televisió.
L'any 2004 fou ennoblida pel rei belga Albert II amb el títol de baronessa. Ha triat la divisa «La passió fa la força», una paràfrasi del lema de Bèlgica «L'únió fa la força».

## Biografia
De pares originaris del Brabant flamenc, emigrats cap a Brussel·les, va néixer el 1928. Ja de molt jove, la seva mare, Maria de Leeuw, la inicià a l'art de les cançons fent-li escoltar el TSF, aquest llunyà antecessor de la ràdio. Son pare, Jan Corneel Cooreman, era fuster. Té un germà gran, Louis, i una germana, Jeanne.
Amb vuit anys, de constitució força fràgil, la seva mare l'inscriu en un curset de dansa. Aprèn piano i solfeig, tot continuant a l'escola primària. Participa, igualment, en gales de caritat on sol ballar i cantar sobre èxits del moment. Ben ràpid, tot s'acaba accelerant: concursos de talent a la ràdio i d'altres.

### Inicis
Debuta a Brussel·les com vedet al teatre de revista Bœuf sur le Toit. El director del cabaret parisenc del Lido l'hi va descobrir i se'n va anar cap a París l'1 de maig de 1950, on va continuar com a vedet. L'any 1951, coneix el seu manager François-Henri Bruneau, anomenat «Bruno» que esdevindrà el seu marit i mànager seu. Es van casar el 3 de febrer del 1958, a l'ajuntament de Bièvres, on s'instal·laran des de l'abril 1960 en una casa gran coneguda com La Roseraie («el roserer»). Annie portarà diverses revistes als teatres del Lido i L'ABC. Endemés, acompanya la caravana del Tour de França.
L'any 1952, comença a mostrar altres facetes del seu talent: signa un contracte amb Pathé Marconi, al Festival del cinema americà de Deauville rep el Premi Maurice Chevalier, i actua en l'opereta La Route fleurie de Francis Lopez (1916-1995) amb Georges Guétary i Bourvil. Tot i continuar l'opereta, Annie Cordy obté els seus primers èxits musicals amb les cançons «Les trois bandits de Napoli», «Bonbons caramels», «Fleur de papillon», «Léon», La tantina de Burgos», «La ballade de Davy Corckett»… amb les quals copsa definitivament un lloc al panorama de la cançó francesa. Fa igualment les seves primeres aparicions a la pantalla gran amb Si Versailles m'était conté... de Sacha Guitry (9153), Poisson d'avril amb Bourvil i Louis de Funès (1954) i Bonjour sourire amb Henri Salvador (1955). El mateix any, passa de vedet a les cèlebres sales de l'Olympia i Bobino i rep el Grand Prix de l'Acadèmia Charles-Cros per la cançó »Oh Bessie!». El 18 d'abril del 1956, canta per les noces de Grace Kelly i el príncep monegasc Rainier III.
Després de l'èxit amb la pel·lícula Chanteur de Mexico amb Luis Mariano i Bourvil, fa un gir a les Amèriques als teatres famosos com el Plaza de Nova York, el Copacabana de Rio de Janeiro, i després a Cuba, Mèxic, Porto Rico... Se li proposa llavors un contracte per una gran comèdia musical als Estats Units, però el seu mànager i marit, no es fa gaire amb Amèrica… Per amor, el segueix, abandonant una carrera internacional força prometedora.
El 9 de febrer del 1989, Annie Cordy perd el seu espòs i manager Henri Bruneau.

### Artista de music-hall

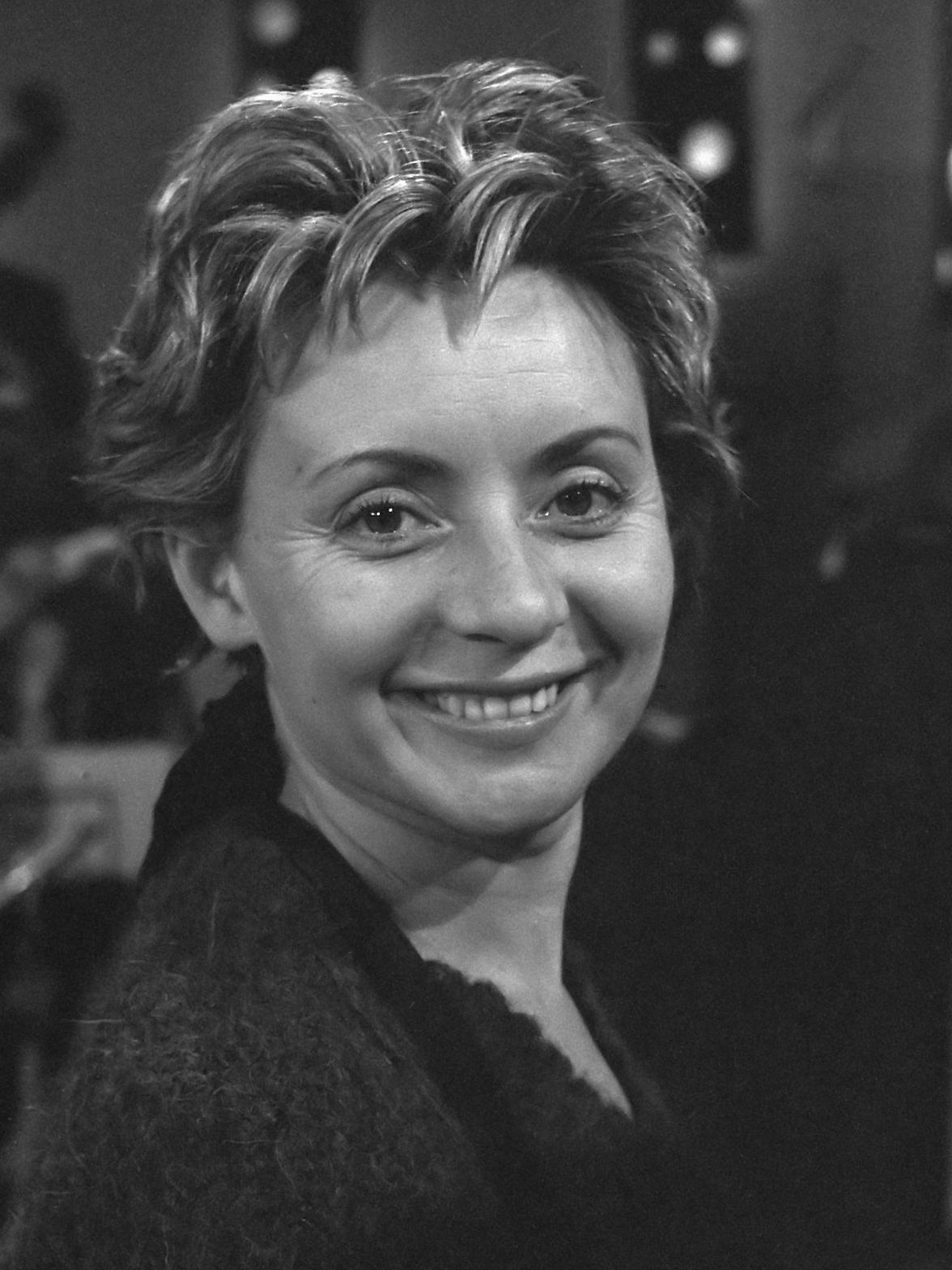
Annie Cordy el 1961

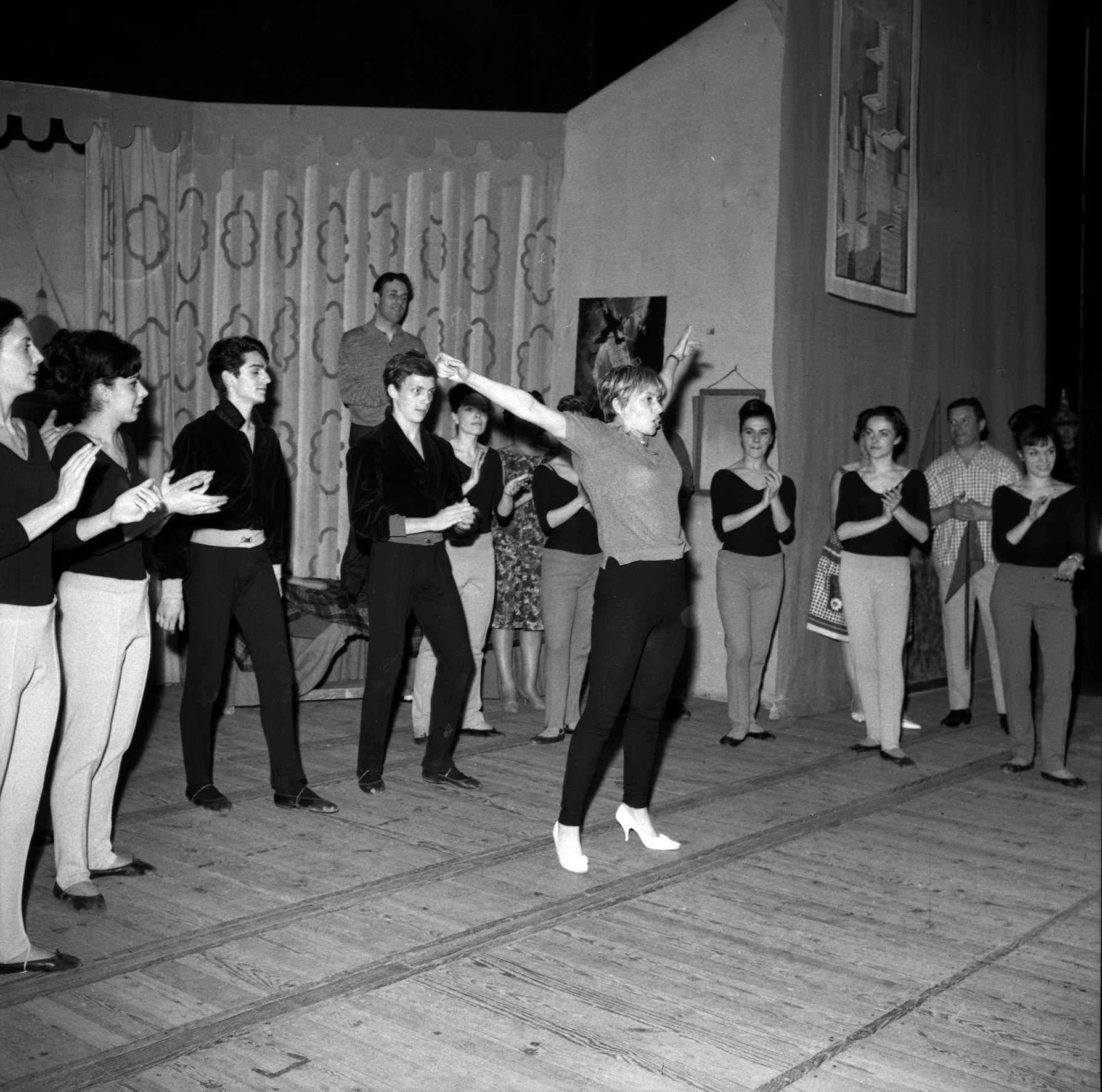
1964 - repeticions d'Annie Cordy per a Visa pour l'amour, amb L. Mariano a Tolosa del Llenguadoc

L'any 1957, comença una nova opereta, Tête de Linotte, abans de trobar-se amb Luis Mariano a Visa pour l'Amour (19671-1964), i amb Bourvil a Ouah! Ouah! (1965). Amb Darry Cowl com a compositor i col·laborador, crea el Pic et Pioche l'any 1967 i en companyia de Pierre Doris, Indien vaut mieux que deux tu l'auras.
L'any 1964, estrena la temporada parisenca als escenaris del Bobino. Al mes de febrer del 1965, seguint els consells de Maurice Chevalier, presenta als parisencs un vertiable xou, on cada cançó dona lloc a una posada en escena, amb ballets i vestiments: 'Annie Cordy en deux acte et 32 tableaux. Un any més tard, continua amb una gira internacional que la porta de Berlín a Madrid, passant per Moscou on tornarà per dinou concerts l'any següent.
L'any 1972, crea la versió francesa de Hello, Dolly!, la qual cosa li valdrà un Award per la millor show-woman europea, trionfant així amb Nini la Chance (1976) i Envoyez la musique ! (1982)... Alhora coneix l'èxit all teatre, amb els papers de Madame Sans Gêne i Madame de Sévigné. L'any 1994, la seva interpretació de la Célestine consagra definitivament el seu talent dramàtic.

### Cantant
Malgrat tot això, continua gravant cançons exitoses: Cigarettes, Whisky et P'tites Pépées (1957), Hello le soleil brille (nº 1 durant 26 setmanes al 1958), Nick nack paddy whack (1959), Salade de fruits (1959), Un clair de lune à Maubeuge (1962), Six roses (1964), Le p'tit coup de chance (1965), 'T'as vu Monte Carlo (1969), Hello, Dolly! (1972), La Bonne du curé (més d'un milió de discs venuts el 1974), Frida oum papa (1975), La bébête (1976), Ça ira mieux demain (1976), Nini la chance (1976), Le kazou (1979), Señorita Raspa (1980), Tata Yoyo (1981), Cho Ka Ka O (1985), Les enfants de la terre (1998) … i continua amb les gales a un ritme desenfrenat. En una entrevista, va fins i tot revelar que, comptant les represes, els homenatges a platós de TV i les gravacions, haurà cantat prop de dos mil chançons.
A partir del 2008, participa amb altres cantants de la dècada dels 1960 fins als 1980 a les temporades 3, 6 i 8 de la gira Âge tendre et tête de bois.

### Actriu de cinema
L'any 1969, Annie Cordy roda Le Passager de la pluie sota la direcció de René Clément, on desvetlla un talent pel drama fantàstic. Talent que s'acabarà confirmat amb Le chat (1971) al costat de Jean Gabin i Simone Signoret, però també amb Rue Haute (premi per la millor actriu 1976) i Un été après l'autre (1989).
Apareix igualment en diverses pel·lícules populars, com ara Elle court, elle court la banlieue (1973), La Vengeance d'une blonde (1994), Madame Édouard (2004), Disco (2008) i Le crime est notre affaire (2008), a més de doblar en francès dibuixos animats com ara Pocahontes (1995) i Germà os. En total, dinou d'aquestes pel·lícules han ultrapassat el milió d'entrades a França.
El 14 de gener del 2015 apareix a Les Souvenirs, de Jean-Paul Rouve, on Cordy actua com a protagonista, en el paper de l'àvia, al costat de Mathieu Spinosi, Michel Blanc, Chantal Lauby i Audrey Lamy. Les crítiques són unànimes i subratllen l'actuació de la cantant. El 18 de maig del 2016, per primer cop, trepitja les escales del Festival de Cannes gràcies al film, Le Cancre, al costat de Paul Vecchiali, Catherine Deneuve i Mathieu Amalric.

### Actriu de televisió
L'any 1981, es transforma en l'heroica recurrent a la sèrie de televisió Madame S.O.S., on hi interpreta el paper principal, com en altres sèries al llarg de la dècada. Durant els 1990, grava al costat de Charles Aznavour a Baldipata, Sans Cérémonie, Baldi et Tini et Passage du Bac. El 2003 i 2005, grava Fabien Cosma i Le Tuteur amb Roland Magdane.
Ja el 2012, interpreta Scènes de ménages, la versió francesa d'Escenas de matrimonio, venuda al canal de televisió M6. Concretament hi interpreta la Marion. Vers la fi de l'any 2013, interpreta Yvone P. en l'episodi «Pour revoir son ex-femme» de la sèrie de France 2, Y'a pas d'âge amb guió de Stéphane Marelli, així com la sèrie Chefs.

### Televisió
Durant els anys 1970 i 1980, Annie Cordy és la convidada més recurrent dels platós de televisió, sobretot als programes de Carpantier, Danièle Gilbert o Michel Drucker. Hi va interpretar duets amb la majoria de les grans estrelles de l'època, com ara Sacha Distel, Dalida, Petula Clark, Sheila, Jacques Dutronc, Danièle Gilbert, Mireille Matihieu o Julio Iglesias i Enric Macias, etc. Fou convidada el 1953, 1959, 1970 i 1981 a la Gala de l'union des artistes.
A la televisió s'ha convertit en un clàssic, fins al punt que se li dediquen ben sovint programes especials. En aquest sentit, cal destacar que va cantar per a la nit electoral del 1969 i del 1974. Entre el 1977 i el 1978, va presentar Chansons à la carte pel canal francòfon belga RTBF. Durant l'estiu del 1985, presentarà alguns números del joc televisiu Anagram del canal privat francès TF1.
L'any 2000, participa en el concert dels Enfoirés, transmès per France 2, tot una cerimònia dedicada a la caritat i que resulta ser molt popular a França, vist que acostuma a comptar amb la presència dels artistes més importants del moment o de l'escena musical francòfona. L'any 2000 actuarà a la gira de caritat amb l'Alain Souchon i en Francis Cabrel. El 2006, l'Annie Cordy és la veu en off de Moi, Belgique, una sèrie de documentaris sobre la història de Bèlgica, difosos per l'RTBF.
Fins a la fi va romandre tota una personalitat regularment convidada als platós de televisió, com ara La Méthode Cauet, Tous Ensemble, les Enfants de la télé a TF1, C'est au programme, les Années Bonheur, le Plus grand cabaret du monde, Vivement Dimanche a France 2, Les Grands du Rire, Chabada, Les Chansons d'abord, Questions pour un champion (spéciale idoles) a France 3, C à vous a France 5, le Morning Live a M6 o Touche pas à mon poste de C8.
L'octubre del 2010, France 3 li consagra un programa de nit, Tous vos amis sont là, presentat per Stéphane Bern, amb nombrosos convidats. Al mes de gener del 2015, France 2 li consagra un altre programa, sempre presentat per Stéphane Bern, C'est votre Vie.

### Publicitat
Durant la seva carrera, l'Annie Cordy presta la seva imatge a diverses marques per a fer publicitat. Beka li proposa, per exemple, fer publicitats dels seus llits-sofà. L'any 1958 esdevé ambaixadora de la cervesa Triple Piedboeuf. Però una de les principals publicitats que ha gravat cal anar-la a buscar l'any 1960, on se li proposa un anunci de nines d'Aka, des d'on treu el seu èxit Mon Chouette Pépin. A la dècada dels 1975 reitera els anuncis de la geuze de la marca Gueze Bellevue. L'any 1975 presta la seva imatge als robots Steca. A principi del segle xxi, esdevé ambaixadora de la marca de llenceria La Croix.

### Dels anys 1990 fins 2020
L'inici dels anys 1990 s'anuncien difícils, però la cantant torna a trobar el somriure gràcies al treball i l'escena. El 1998, festeja el seu 70è aniversari i els seus 50 anys de carrera professional a l'Olympia. Publica les seves memòries sota el títol Nini la Chance. Apareix diverses vegades de forma remarcable per la televisió, sobretot amb Michaël Youn al Morning live d'M6, des d'on canta amb els Bratislava Boys, el "Stach, Stach", tot un èxit a França, però igualment en un esquetx del programa Frères Taloche.
Reprèn l'any 2003 la dinàmica de les gires amb el seu espectacle Que du Bonheur !, on coneix un gran èxit durant tres anys, per començar tot seguit dues noves peces de teatre, Lily et Lily (2006) i Laissez-moi sortir (2009) amb les quals marxa de gira. A partir del 2008, forma part de les temporades 3, 65, i 8 de la gira Âge tendre et Têtes de bois.
Al mes de novembre del 2011, participa en l'àlbum de Thierry Gali II amb Il était une fois, amb el suport d'UNICEF, així com, un any més tard, amb Je reprends ma route, cançó caritativa a favor de l'associació Les voix de l'enfant. El 2014, enregistra Histoire d'amours, per a l'associació Le Refuge, qui crea un col·lectiu de 200 artistes, Les Funambules.
Ja al gener del 2015 surt l'àlbum Joyeux anniversaire M'sieur Dutronc, un àlbum d'homenatge a Jacques Dutronc per un col·lectiu d'artistes que reprèn algunes de les més grans cançons del cantant. Hi participent l'Annie Cordy, Julien Doré, Nicola Sirki, Francis Cabrel, Zaz, Thomas Dutronc, Brigitte, Camélia Jordana i molts altres
Enregistra al 2015, en duet amb en Cyrille Gallais, un remake de L'indifférence, d'en Gilbert Bécaud. Sortit al maig del 2016. L'any 2016 grava un altre duet amb Michou (pels seus 85 anys i 60 del cabaret d'aquest), amb el títol 85% d'amour et 60 ans de cabaret. Actua igualment a la pel·lícula Le Cancre de i amb paul Vecchiali, Catherine Deneuve i Mathieu Amalric, projectat al Festival de Cannes.
Al juliol 2018 participa en la pel·lícula Tamara 2, i un telefilm per a France 3 Illettré.

## Distincions
- 1998: Officier de l'ordre de Léopold (1998)[12]
- 2014: L'11 d'octubre del 2014, de les mans del rei dels belgues, Albert II, rep les lletres patents Léonie Cooreman, concessió nobiliària personal amb el títol de baronessa.[1]
- 2004: Ciutadana d'honor de la ciutat de Brussel·les
- 2014: Commandeur de l'ordre de la Couronne[13]
- 2018: En virtut de la celebració dels 90 anys d'Annie Cordy, la ciutat de Brussel·les li ret homenatge durant l'edició 2018 de l'Ommegang, el 8 de juliol, va batejar amb el seu nom un petit parc a costat de l'antiga estació de tren de Laken. S'hi pot veure un mural pintat per Pierre Corbeau.[14]
- 2021: El febrer 2021 es va decidir, després d'un referèndum popular, de canviar en honor seu el nom del túnel autoviari més llarg de Bèlgica que connecta el centre de Brussel·les amb Koekelberg. Abans era dedicat a Leopold II (1835-1909), el controvertit rei dels Belgues pel seu colonialisme selvatge al Congo. Es vol contribuir així a la reparació d'errors del passat i compensar una mica l'absència de dones al nomenclator de la Regió de Brussel·les.[15]

## Discografia

### Àlbums d'estudi
- 1978: Hello Dolly
- 1988: L'Arbre à chansons
- 1997: Les trois bandits de Napoli
- 1998: Annie Cordy chante Broadway
- 2012: Ça me plait... Pourvu que ça vous plaise
- 2014: Annie Cordy chante Noël

### Compilacions
- 1992: Collection Or: Tata Yoyo
- 1998: Best of Annie Cordy : 50 ans de succès
- 1999: Le Meilleur d'Annie Cordy
- 2001: Annie Cordy fait la fête !
- 2002: Les indispensables d'Annie Cordy
- 2002: Les Indispensables de Annie Cordy vol.2
- 2004: J'adore la chanson française
- 2004: Bonbons caramels
- 2005: Que du bonheur
- 2005: Fleur de papillon
- 2006: Annie Cordy 1957 / 1960 vol.1
- 2006: Annie Cordy 1963 / 1965 vol.2
- 2010: Intégrale d'Annie Cordy vol.1 : Les Années Columbia Pathé (1952-1969)
- 2012: Intégrale d'Annie Cordy vol.2 : Les Années CBS (1970-2010)
- Les Années Chansons / vol.1
- Les Années Chansons / vol.2

### 45 Gires
- 1957: Cigarettes, whisky et p'tites pépées
- 1969: La Route fleurie (avec Bourvil)
- 1974: Oh ! La la
- 1978: La Bonne du curé
- 1981: Tata Yoyo
- 1990: Une heure avec Annie Cordy
- 1992: Oh la la quelle soirée !
- 1998: Pince-moi j'hallucine (avec Le Grand Orchestre du Splendid)
- 2001: Danse Annie !
- 2002: Bravo à Annie Cordy

### Col·laboracions amb Walt Disney
- 1977: Les Aventures de Bernard et Bianca

### En públic
- 1975: À l'Olympia
- 1995: À l'Olympia
- 1999: Live

### CD&DVD en viu
- 1955: Le Tour de Chant d'Annie Cordy, enregistrat a L'Olympia de Paris (Vinyle)
- 1960: Pleins Feux sur Annie Cordy (Vinyle)
- 1961: Live at Club Domino (Vinyle)
- 1965: Théâtre Gramont 1965, gravat al Théâtre Gramont (Vinyle)
- 1966: Grand Récital (Vinyle)[16]
- 1968: Bobino 68, enregistrat a Bobino (Vinyle)
- 1975: Annie Cordy à L'Olympia, enregistrat a l'Olympia de Paris (Vinyle)
- 1979: Annie Cordy, Olympia 79, enregistrat a l'Olympia de Paris (Vinyle)
- 1998: Annie Cordy, 50 ans de succès, enregistré à l'Olympia à l'occasion de ses 70 ans et ses 50 ans de carrière (DVD)
- 2000: Annie Cordy Live, CD de l'Olympia 98', però sortit dos anys després
- 2000: Enfoirés en 2000, enregistrat al zénith de Paris (DVD et CD)
- 2004: Que du bonheur !, gravat al teatre Sebastopol de Lille (DVD)
- 2008: Age Tendre, la tournée des idoles, temporada 3 (CD & DVD)
- 2011: Age Tendre, la tournée des idoles, temporada 6 (CD & DVD)
- 2013: Age Tendre, la tournée des idoles, temporada 8 (CD & DVD)

### Lliure-disc
Narració de l'adaptació del lliure-disc Aventures de Bernard et Bianca.

### Duets
| Any  | Amb                                                        | Cançó                                    | Notes  |
| ---- | ---------------------------------------------------------- | ---------------------------------------- | ------ |
| 1967 | Darry Cowl                                                 | «Pic et Pioche»                          |        |
| 1970 | Claude François                                            | «Fallait m'le dire»                      |        |
| 1971 | Jacques Dutronc                                            | «Les play-boys»                          |        |
| 1971 | Charles Aznavour                                           | «For me formidable»                      |        |
| 1971 | Michel Simon i Enrico Macias                               | «Comme de bien entendu»                  | [ 17 ] |
| 1972 | Pierre Perret                                              | «Tout va très bien madame la marquise»   |        |
| 1972 | Charles Trenet                                             | «Fleur bleue»                            | [ 18 ] |
| 1973 | Charles Aznavour                                           | «Fallait m'le dire»                      |        |
| 1973 | Charles Aznavour                                           | «Elle vendait des p'tits gâteaux»        |        |
| 1973 | Charles Aznavour                                           | «Tu te laisses aller»                    |        |
| 1973 | Nicoletta                                                  |                                          |        |
| 1974 | Jacques Martin                                             | «Quand ma cousine fait la cuisine»       |        |
| 1974 | Sacha Distel                                               | «Bras dessus bras dessou»s               |        |
| 1974 | Enrico Macias                                              | «Amour, castagnettes et tango»           |        |
| 1974 | Sheila                                                     | «Daisy»                                  |        |
| 1974 | Jacques Martin                                             | «La petite souris»                       | [ 19 ] |
| 1975 | Guy Béart                                                  | «Quand un homme»                         |        |
| 1975 | Dave                                                       | «Une ballade hollandaise»                | [ 20 ] |
| 1975 | Enrico Macias                                              | Made in Normandie                        |        |
| 1975 | Mireille Mathieu                                           | «Hello Annie, hello Mimi»                |        |
| 1976 | Gianni Nazzaro                                             | «Medley de chansons napolitaines»        |        |
| 1976 | Arthur Plasschaert                                         | «Alleluia»                               | [ 21 ] |
| 1976 | Mort Shuman, Dave, Claude Véga, Gianni Nazzaro, Yves Lecoq | «La famille des Bouchembiais»            |        |
| 1976 | Joe Dassin                                                 | «La statue»                              |        |
| 1976 | Mort Shuman                                                | «Medley»                                 |        |
| 1976 | Yves Lecoq                                                 | «We join the Navy»                       |        |
| 1976 | Dalida                                                     | «El manisero»                            | [ 22 ] |
| 1976 | Salvatore Adamo                                            | «Les Filles du bord de mer»              | [ 23 ] |
| 1977 | Claude François                                            | «Une chanson française»                  |        |
| 1978 | Claude Véga                                                | «Shine on your shoes»                    |        |
| 1978 | Petula Clark                                               | «I want be loved by you»                 |        |
| 1978 | Sacha Distel et Petula Clark                               | «Buvons à la santé»                      |        |
| 1979 | Dave                                                       | «On est tous un peu bohème»              | [ 24 ] |
| 1979 | Enrico Macias                                              | «Tous les enfants»                       |        |
| 1979 | Michel Drucker                                             | «Faire le clown»                         |        |
| 1979 | Jeane Manson                                               | «Medley Maurice Chevalier»               |        |
| 1979 | Sacha Distel                                               | «Cigarettes, whisky et p'tites pépées»   |        |
| 1979 | Joe Dassin                                                 | «Côté banjo, côté violon»                |        |
| 1979 | Francis Perrin                                             | «Just a gigolo»                          | [ 25 ] |
| 1980 | Renaud                                                     | «Tel qu'il est, il me plait»             |        |
| 1980 | Carlos, Sacha Distel                                       | «D'Artagnan»                             |        |
| 1980 | Mort Shuman                                                | «Ah! Quel beau mec»                      |        |
| 1980 | Poivre et Sel                                              | «Bei mir bist du schon»                  |        |
| 1980 | Karen Cheryl                                               | «Initiation»                             | [ 26 ] |
| 1980 | Carlos et Danièle Gilbert                                  | «Kikadikadekado»                         |        |
| 1980 | Julio Iglesias                                             | «Cielito lindo»                          |        |
| 1981 | Line Renaud                                                | «Douce France»                           |        |
| 1981 | Line Renaud                                                | «Avec son ukulélé»                       |        |
| 1981 | Line Renaud                                                | «Yes Sir, that's my baby»                |        |
| 1982 | Gérard Chambre et Patrick Préjean                          | «Une chanson ça vient comme ça»          | [ 27 ] |
| 1984 | Sacha Distel                                               | «A la mi-août»                           | [ 28 ] |
| 1987 | Serge Lama                                                 | «Les p'tites femmes de Pigalle»          |        |
| 1987 | Michel Drucker                                             | «Les Clodos»                             |        |
| 1987 | Charles Aznavour                                           | «For me formidable»                      |        |
| 1989 | Frédéric Mitterand                                         | «La chanson des Jumelles»                | [ 29 ] |
| 1989 | Line Renaud                                                | «On était swing»                         | [ 30 ] |
| 1992 | Pascal Sevran                                              | «Paris java»                             |        |
| 1995 | Pascal Sevran                                              | «Nous nous reverrons un jour ou l'autre» | [ 31 ] |
| 2004 | Patrick Sébastien                                          | «Le P'tit coup de chance»                | [ 32 ] |
| 2012 | David Alexis                                               | «C'est pour ton bien»                    | [ 33 ] |
| 2013 | Vincent Niclo                                              | «C'est magnifique»                       | [ 34 ] |
| 2014 | Dave                                                       | «Un visa pour l'amour»                   | [ 35 ] |
| 2016 | Cyrille Gallais                                            | «L'indifférence»                         |        |
| 2016 | Michou                                                     | «85% d'amour et 60 ans de cabaret»       |        |

### Cançons
Les seves cançons més cèlebres visibilitzen ben sovint el seu caràcter fantasista: ha gravat més de 700 cançons a dia d'avui i n'ha obtingut dotze discs d'or.
- «Les Trois Bandits de Napoli» (1952)
- «Quand c'est aux autos de passer» (1952)
- «La bourrée d'Auvergne montagnarde» (1952)
- «Bonbons, caramels, esquimaux, chocolats» (1953)
- «Moi, J'aime les Hommes» (1953)
- «Je n'peux pas» (1953)
- «La petite Marie» (1953)
- «La biaiseuse» (1953)
- «La petite sonnette» (1953)
- «La fille du Cov-bois» (1953)
- «Et bailler et dormir» (1953)
- «Y'en a, y'en a pas» (1953)
- «Léon» (1953)
- «Fleur du Tyrol» (1953)
- «Pour les jolis yeux de Suzie» (1953)
- «Viens à Nogent» (1954)
- «Le cirque Gorgonzola» (1954)
- «Les douaniers du clair de Lune» (1954)
- «C'est toi que je préfère» (1954)
- «Le petit cabri» (1954)
- «Paris chéri» (1954)
- «La bagarre» (1954)
- «Un gars comme ça» (1954)
- «Le petit pélican» (1955)
- «Les grenadiers du roi» (1955)
- «Oh ! Bessie» (1955)
- «Popocatepetl» (1955)
- «Fleur de Papillon» (1955)
- «La belle de l'Ohio» (1955)
- «Quand la bâtiment va» (1955)
- «Miss Pommarole» (1955)
- «Tout au bout de la semaine» (1955)
- «Non, non merci» (1955)
- «Bill» (1955)
- «La femme du Pêcheur» (1955)
- «Pinson Sérénade» (1955)
- «Du Soleil» (1955)
- «A pied, à cheval» (1955)
- «Mon p'tit pote» (1955)
- «Café de chez nous» (1955)
- «Sammy» (1955)
- «La clarinette» (1955)
- «Qu'est-ce t'as mon vieux» (1955)
- «Le marchand de poissons» (1955)
- «La petite Martiniquaise» (1955)
- «Oui missié» (1955)
- «J'ai le palpitant» (1955)
- «Les caballeros» (1955)
- «Tantina de Burgos» (1956)
- «Freddy» (1956)
- «La Ballade de Davy Crockett» (1956)
- «Carina rina» (1956)
- «Lola... Lola» (1956)
- «Faut pas t'énerver comme ça» (1956)
- «Le dimanche matin» (1956)
- «Oranges, tabac, café» (1956)
- «Dis-moi pourquoi» (1956)
- «Mister Johnny» (1956)
- «Ca m'fait quelqu'chose» (1956)
- «La petite rouquine du vieux Brooklyn» (1957)
- «Hop digui di» (1957)
- «Coquelicots polka» (1957)
- «Oh ! la, la» (1957)
- «Tout ce que veut Lola» (1957)
- «La Vie de famille» (1957)
- «Viens à la gare» (1957)
- «Je t'aime» (1957)
- «Tête de linotte» (1957)
- «Jojo la fleur bleue» (1957)
- «C'est extraordinaire» (1957)
- «Le rythme des tropiques» (1957)
- «Un p'tit coup de folie» (1957)
- «Rosita» (1957)
- «La samba d'Ali Baba» (1957)
- «A pied dans la pampa» (1957)
- «Ah ! les brésiliennes» (1957)
- «Hello le soleil brille» (banda original de Pont de la rivière Kwaï) (1958)
- «La frotteuse de parquet» (1958)
- «Paris paname» (1958)
- «Danse» (1958)
- «Ton cheveu» (1958)
- «Comme en 1925» (1958)
- «Patricia» (1958)
- «J'avais rêvé d'un ange» (1958)
- «Toréro» (1958)
- «Pleins feux» (1958)
- «Frenchie» (1958)
- «Attends, je viens» (1958)
- «Loterie nationale» (1958)
- «Houla houp» (1958)
- «Mon homme à moi» (1958)
- «Docteur miracle» (1958)
- «Au zoo de Vincennes» (1958)
- «Nick Nack Paddy Whack» (1959)
- «La fête à Loulou» (1959)
- «Chanson des écureuils» (1959)
- «Histoire de pétrole» (1959)
- «Le millionnaire» (1959)
- «Tango militaire» (1959)
- «Bim-bom-bey» (1959)
- «Pantaléon» (1959)
- «Petite Fleur» (1959)
- «Oh ! quelle nuit» (1959)
- «Tout doux, tout doucement» (1959)
- «Le tango ruminant» (1959)
- «Salade de fruits» (1959)
- «Personnalités» (1959)
- «Ivanhoé» (1959)
- «Qu'il fait bon vivre» (1959)
- «Tête folle» (banda original de Tête folle) (1959)
- «Rock-a-longa tango» (1959)
- «L'amour est dans ta rue» (1959)
- «Le ballon bleu» (1959)
- «Abuglubu abugluba» (1959)
- «Ça va comme ça» (1959)
- «Cha ba di... Cha ba da» (1959)
- «Bottle cha cha» (1959)
- «Cigarettes, Whisky et P'tites Pépées» (band original de Cigarettes, Whisky et P'tites Pépées) (1959)
- «Les papous» (1960)
- «Dis-le, dis-le moi» (1960)
- «Si tu bois dans mon verre» (1960)
- «Accidente» (1960)
- «À Bahia» (1960)
- «Le vieux pianola» (1960)
- «Ole, tango» (1960)
- «Allez, Hop» (1960)
- «Paname» (1960)
- «Rosalie» (1960)
- «La Nouvelle-Orléans» (1960)
- «La pétoche» (1960)
- «La chanson du marsupilami» (1961)
- «La petite troïka» (1961)
- «Mohican le grand» (1961)
- «Jambe de bois» (1961)
- «Banjo boy» (1961)
- «Baba au rhum» (1961)
- «Roly Poly» (1961)
- «Love, love ! Amour» (1961)
- «A la pétanque» (1961)
- «Les pingouins» (1961)
- «Sa majesté» (1961)
- «Que, que, hay» (1961)
- «La marche des anges» (1961)
- «Au grand bal de l'amour» (1961)
- «Partout» (1961)
- «Mon chouette pépin» (1961)
- «Hop, dans la rivière» (1961)
- «Crépuscule» (1961)
- «Dingue Dingue» (1961)
- «C'est le soleil» (1961)
- «Visa pour l'amour» (1961) (amb Luis Mariano)
- «Encore de la musique» (1961) (amb Luis Mariano)
- «Twist contre twist» (1961) (amb Luis Mariano)
- «Pour une bamba» (1961) (amb Luis Mariano)
- «Ah ! qu'il fait bon» (1961) (amb Luis Mariano)
- «À Paris» (1961) (amb Luis Mariano)
- «Les moustiques» (1961) (amb Luis Mariano)
- «Le genre américain» (1961) (amb Luis Mariano)
- «Cha-Cha des égoutiers» (1961) (amb Luis Mariano)
- «Choucrouten tango» (1962)
- «Zizi la twisteuse» (1962)
- «Marche des gueules noires» (1962)
- «Un clair de lune à Maubeuge» (1962)
- «Le jour le plus long» (1962)
- «Ting Toung (viens danser la bossa nova)» (1962)
- «Sacré trombone» (1962)
- «Le bal à tonton» (1962)
- «Anaé atoa» (1963)
- «For me, formidable» (1963)
- «Giuseppe» (1963)
- «Joue ta vie» (1963)
- «Valentine» (1963)
- «Je te félicite» (1963)
- «Mon ancien quartier» (1963)
- «S.O.S. pour un croulant» (1963)
- «Aïe, pourquoi on s'aime» (1963) (amb Luis Mariano)
- «C'est autre chose» (1963) (amb Luis Mariano)
- «Le p'tit rouquin» (1963) (amb Luis Mariano)
- «J'ai froid les pieds» (1963)
- «Oh ! Annie» (1963)
- «Tu m'as voulue» (1963)
- «OK la vie» (1963)
- «Six Roses» (1964)
- «Les guiboles» (1964)
- «Ah ! la campagne» (1964)
- «Le roi du tango» (1964)
- «La môme pétrolette» (1964)
- «A ma petite sœur» (1964)
- «Notre parisienne» (1964)
- «Dernière conquête» (1964)
- «Voulez-vous marcher» (1964)
- «Le cucurbitacée» (1964)
- «L'écho comique» (1964)
- «Cœur en feu» (1964)
- «Amours champêtres» (1964)
- «Le paradis de la femme» (1964)
- «Y'a quequ'chose» (1964)
- «P'tit homme» (1964)
- «La terrible parigotte» (1964)
- «La matchiche» (1964)
- «Lettre de vacances» (1964)
- «The monkey dance» (1964)
- «Oh ! Lady bigoudi» (1964)
- «Hé... les filles» (1964)
- «Quand un homme est un homme» (1965)
- «Samy» (1965)
- «La grande Kelly» (1965)
- «L'oiseau rare» (1965)
- «Le cow-boy» (1965)
- «Mon frère» (1965)
- «Faut pas pousser» (1965)
- «Patience» (1965)
- «Le p'tit coup de chance» (1965) (avec Bourvil)
- «J'ai un lion dans mon moteur» (1965) (avec Bourvil)
- «Moi ma maison» (1965) (avec Bourvil)
- «Ouah ! Ouah !» (1965) (avec Bourvil)
- «Ne me tente pas» (1965) (avec Bourvil)
- «Café tabac» (1965) (avec Bourvil)
- «C'est d'la faute à Napoléon» (1965) (avec Bourvil)
- «Chanson de Zorba» (1965)
- «Si j'étais fille à papa» (1965)
- «Faut que je demande à papa» (1965)
- «Alors, alors» (1965)
- «Moustaches d'anglais» (1965)
- «Tant que je pourrai» (1965)
- «S'il vous plait, Bertrand» (1965)
- «Ce bruit» (1966)
- «Tant que tu m'as dit» (1966)
- «À Bogota» (1966)
- «La fille du Shérif» (1966)
- «Les bonnets-za-poils» (1966)
- «La petite puce» (1966)
- «Depuis qu'elle travaille» (1966)
- «Nous et les autres» (1966)
- «T'auras ton sapin» (1966)
- «As-tu vu la souris» (1966)
- «Quelle fiesta» (1966)
- «Y'a plus d'jules» (1966)
- «76 trombones» (1967)
- «Bonsoir Léon» (1967)
- «La plus grande star du monde» (1967)
- «Docteur, est-ce grave ?» (1967)
- «L'accident d'Hector» (1967)
- «Frédérico» (1967)
- «Du moment que c'est anglais» (1967)
- «Lorsque je serai riche» (1967)
- «Millie, oh ! Millie» (1967)
- «Bois le chaïm» (1967)
- «Jimmy» (1967)
- «Le tapioca» (1967)
- «Punch» (1967)
- «Sans savoir comment» (1967)
- «Edgard» (1967)
- «Des millions soleils» (1967)
- «Nous les nanas» (1967)
- «Quand je me donne» (1967)
- «Pic et Pioche» (1967)
- «Thank u very much» (1968)
- «All my love» (1968)
- «Lady Blue» (1968)
- «Le tango du chat» (1968)
- «Poupée bouclée» (1968)
- «Mou, mou de mou» (1968)
- «Oh ! ye...» (1968)
- «La grande parade» (1968)
- «Putsy» (1968)
- «C'est pour ça» (1969)
- «Vodka» (1969)
- «Pauvre samouraï» (1969)
- «Si les mois n'avaient que vingt jours» (1969)
- «T'as vu Monte-Carlo ?» (1969)
- «Je vends des robes» (1969)
- «On meurt encore d'amour» (1969)
- «Le temps est le meilleur des médecins» (1969)
- «Je suis subitiste» (1969)
- «Je n'veux pas souffler dans le ballon» (1970)
- «Le Chouchou de mon Cœur» (1970)
- «Fallait m'le dire» (1970)
- «Tu, tu, tu» (1970)
- «Gino» (1970)
- «Permette signora» (1970)
- «Calamity» (1970)
- «Paris en rose» (1970)
- «C'est comme si» (1970)
- «Ballade pour un cheval» (1970)
- «Les clowns» (1970)
- «Le tambour en plume» (1970)
- «Quand se couche le soleil» (1970)
- «Allez Paris !» (1971)
- «Si tu montes sur mon vélo» (1971)
- «Ton polichinelle» (1971)
- «Pépino» (1971)
- «Sacré bourricot» (1971)
- «C'est pas une vie» (1971)
- «Quatre pétales» (1971)
- «Viva la Vita» (1972)
- «Il va t'arriver un bonheur» (1972)
- «Hello Dolly» (1972)
- «La parade» (1972)
- «En un tour de main» (1972)
- «Mets ton plus beau costume» (1972)
- «Vive l'Amérique» (1972)
- «La leçon de danse» (1972)
- «Sors ton p'tit mouchoir» (1972)
- «Final» (1972)
- «Pinocchio» (1972)
- «Hé hé, c'est chouette !» (1973)
- «T'affol' pas c'est un tango !» (1973)
- «Écoute la radio» (1973)
- «Gaston, c'est mon patron» (1973)
- «Super marché» (1973)
- «Jours de fête» (1973)
- «Y'a toujours un bouchon» (1973)
- «La dernière bourrée à Paris» (1973)
- «Il ne faut pas croquer l'orange» (1973)
- «Chi lo sa» (1973)
- «Mon superman» (1974)
- «Pédro» (1974)
- «La Bonne du curé» (1974)
- «Viens prendre un verre» (1974)
- «Riquet à la houppe» (1974)
- «Perles et boas» (1974)
- «Tel qu'il est» (1974)
- «A la rentrée» (1975)
- «Ya kasiti» (1975)
- «Jane la tarzane» (1975)
- «Frida Oum Papa» (1975)
- «Oh la la» (1975)
- «La retoucheuse» (1975)
- «Pop moujik» (1975)
- «Rire» (1975)
- «Charlie» (1975)
- «Tu t'laisses aller» (1975)
- «Ma vie est une comédie musicale» (1975)
- «La Bébête» (1976)
- «La famille des Bouchembiais» (1976)
- «Nini la Chance» (1976)
- «Dis pourquoi tu me bats Léon» (1976)
- «Ça ira mieux demain» (1976)
- «Caramela» (1976)
- «Y'a des moments» (1976)
- «La noce à Nogent» (1976)
- «Le clan des écossais» (1976)
- «Annita Banana» (1976)
- «L'Hurluberlu» (1977)
- «Mon CRS» (1977)
- «Boing Boing» (1977)
- «Petit pâté» (1977)
- «Prends le temps» (1977)
- «Chat vit rot» (1977)
- «La mouette» (1977)
- «Joe la terreur» (1977)
- «Ulysse» (1977)
- «Zérotica» (1977)
- «Bernard et Bianca» (1977)
- «Qui qu'en veut» (1978)
- «On est tous un peu bohème» (1978)
- «La Madam» (1978)
- «Les lapons» (1978)
- «Le cerf-volant» (1978)
- «L'histoire de l'homme toujours content» (1978)
- «Vas-y roule» (1978)
- «Quand je suis gaie» (1978)
- «Le clown est triste» (1978)
- «Mon gros Gaston» (1978)
- «Oubahou» (1978)
- «The queen of the disco» (1978)
- «Le kazou» (1979)
- «La leçon de Kazou» (1979)
- «De toutes les couleurs» (1979)
- «Je fais le clown» (1979)
- «Valentin» (1979)
- «Mademoiselle piqure» (1979)
- «On va vers le printemps» (1979)
- «Tous les enfants sont un peu les miens» (1979)
- «Le safari» (1979)
- «Notre dernier automne» (1979)
- «Je suis extra» (1979)
- «Les gaulois» (1979)
- «La Chanson de Roland» (1979)
- «Les rois» (1979)
- «Jeanne d'Arc» (1979)
- «Quinze cent quinze» (1979)
- «Les trois mousquetaires» (1979)
- «Le roi soleil» (1979)
- «Le quatorze juillet» (1979)
- «Les grognards» (1979)
- «Tout est automatique» (1979)
- «Ne mélangeons pas» (1979)
- «Je veux être clown» (1979)
- «J'avais peur la nuit» (1979)
- «Señorita Raspa» (1980)
- «Super Annie» (1980)
- «La Coupe à Ratcha « (1980)
- «Tata Yoyo» (1980)
- «D'Artagnan» (1980)
- «L'Artiste» (1980)
- «Natacha» (1980)
- «La marchande de bonbons» (1980)
- «Annie Paris, Annie Bruxelles» (1980)
- «Kikadikadekado» (1980)
- «Ma plus jolie chanson» (1980)
- «Yashka» (1980)
- «Vanini vanillée» (1981)
- «Papa banjo, Maman violon» (1981)
- «Quand on se marie au Kentucky» (1981)
- «Les chiens ne font pas des chats» (1981)
- «Une maison et un jardin» (1981)
- «Coco rico» (1981)
- «Madame Irma de Carpentras» (1981)
- «L'abominable femme des neiges» (1981)
- «La salsa d'Anita» (1981)
- «Des arbres et des enfants» (1981)
- «Boogie-Woogie» (1981)
- «Le monstre du Loch Ness» (1981)
- «Pérou Pérou» (1981)
- «Un âne est toujours un âne» (1982)
- «Si j'étais le soleil» (1982)
- «Envoyez la musique» (1982)
- «Oscar» (1982)
- «Du vent» (1982)
- «Une chanson ça vient comme ça» (1982)
- «La fête des perroquets» (1982)
- «Frenchie Macadam» (1982)
- «Nini Pompon» (1982)
- «Tout va bien» (1982)
- «Je craque» (1982)
- «Le rock à Médor» (1983)
- «La vie en France» (1983)
- «Choubidou» (1984)
- «Et je smurfe» (1984)
- «Cho Ka Ka O» (1985)
- «Tous les bébés sont des géants» (1985)
- «Y'a des hauts, y'a des bas» (1985)
- «Chanson pour pépé» (1985)
- «Alléluia little Joe» (1985)
- «J'suis branchée» (1985)
- «J'aime encore» (1985)
- «Le tour de sa vie» (1985)
- «La banane» (1985)
- «Je ne vous oublie pas» (1985) (avec Danièle Gilbert)
- «Ce ça ke bo» (1986)
- «Panique sous les bananiers» (1986)
- «Cadichon» (1986)
- «La leçon de musique» (1986)
- «Sans-gêne» (1986)
- «Chants révolutionnaires» (1986)
- «Cot Cot Coin Coin» (1987)
- «Agatha» (1987)
- «Eléonor» (1988)
- «Elle enlève le haut» (1988)
- «Le soleil me fait chanter» (1988)
- «L'arbre à chanson» (1988)
- «Le fantôme» (1988)
- «C'est pas moi, c'est Murphy» (1989)
- «Le cœur gémeaux» (1989)
- «Ça manque d'hommes chez nous» (1989)
- «Mais l'amour dans tout ça ?» (1989)
- «Bonheur, santé et pépites» (1989)
- «L'allumée turbo» (1990)
- «Madame la fontaine» (1992)
- «Chatanooga choo choo» (1994)
- «Pétuli Pétula» (1994)
- «La vie de château» (1994)
- «Écoute ton cœur» (banda original de Pocahontes) (1995)
- «Pince moi, j'hallucine» (1998)
- «C'est beau de faire un Show» (1998)
- «C'est ça le jazz» (1998)
- «T'es le top» (1998)
- «Madame Roza» (1998)
- «Mon prince» (1998)
- «Juste un de ces riens» (1998)
- «La chanson d'Evita» (1998)
- «I love Paris» (1998)
- «En scène» (1998)
- «Être amoureux c'est merveilleux» (1998)
- «La vie mondaine» (1998)
- «Pour ce soir» (1998)
- «S'il revenait dans ma vie» (1998)
- «Quadrille au village» (1998)
- «Les Enfants de la Terre» (1998)
- «Medley» (1998)
- «Bravo» (2002)
- «Faut vivre un peu» (2002)
- «Yaël et le souffleur de bulles» (2004)
- «Aye Ma Mamy Aye Ma Mama» (2004)
- «Il jouait de la contrebasse» (2004)
- «La guitare à Chiquita» (2004)
- «Papa Mama Samba» (2004)
- «Il aurait bien voulu» (2004)
- «Cuanto le gusta» (2004)
- «Les pompiers du Mexique» (2004)
- «Une fille du rodéo» (2004)
- «C'est magique» (2004)
- «Je suis Belge» (2005)
- «Je veux» (2012)
- «Trois notes de musique» (2012)
- «Les baisers de mon cœur» (2012)
- «La vie est belle» (2012)
- «Maintenant je sais» (2012)
- «Des amis des deux côtés» (2012)
- «Hawaï 1942» (2012)
- «Si Dieu existe» (2012)
- «La Machine à café» (2012)
- «Si c'est ça la vie» (2012)
- «C'est pour ton bien» (2012)
- «Nos cœurs à l'unisson» (2012)
- «Bien au contraire» (2012)
- «Noël chez Moi» (2014)
- «Petit Sapin Vert» (2014)
- «Le sapin ravi» (2014)
- «Let it snow» (2014)
- «Nono» (2014)
- «Feliz Navidad» (2014)
- «Le petit garçon qui n'aimait pas Noël» (2014)
- «Buon natale» (2014)
- «Petit papa Noël» (2014)
- «L'impatience» (2014)
- «Le bonheur va frapper chez toi» (2014)
- «White Christmas (Jingle Bells)» (2014)
- «C'est Noël» (2014)
- «Histoire d'amours» (2014, sortie 2015)
- «L'hôtesse de l'air» (2015)
- «L'indifférence» (2016)
- «85% d'amour et 60 ans de cabaret» (2016)

## Filmografia

### Cine
| Any  | Títol                                | Paper                                             | Realitzador                     |
| ---- | ------------------------------------ | ------------------------------------------------- | ------------------------------- |
| 1954 | Boum sur Paris                       | elle-même                                         | Maurice de Canonge              |
| 1954 | Si Versailles m'était conté...       | Plantilla:Mme Langlois                            | Sacha Guitry                    |
| 1954 | Poisson d'avril                      | Charlotte Dupuy                                   | Gilles Grangier                 |
| 1955 | La Belle des belles                  |                                                   | Robert Z. Leonard               |
| 1956 | Le Chanteur de Mexico                | Cri-Cri                                           | Richard Pottier                 |
| 1957 | Viktor und Viktoria                  | Titine                                            | Karl Anton                      |
| 1958 | Tabarin                              | Mimi                                              | Richard Pottier                 |
| 1959 | Cigarettes, Whisky et P'tites Pépées | Martine                                           | Maurice Régamey                 |
| 1960 | Tête folle                           | Annie                                             | Robert Vernay                   |
| 1965 | Ces dames s'en mêlent                | Lily                                              | Raoul André                     |
| 1965 | L'Or du duc                          | la concierge                                      | Jacques Baratier                |
| 1968 | Ces messieurs de la famille          | Maryse                                            | Raoul André                     |
| 1969 | Le Bourgeois gentil mec              | Plantilla:Mme Marthe                              | Raoul André                     |
| 1970 | Le Passager de la pluie              | Juliette                                          | René Clément                    |
| 1970 | Ces messieurs de la gâchette         | Maryse                                            | Raoul André                     |
| 1970 | La Rupture                           | Plantilla:Mme Pinelli                             | Claude Chabrol                  |
| 1971 | Le Chat                              | Nelly                                             | Pierre Granier-Deferre          |
| 1972 | Les Galets d'Étretat                 | Brigitte                                          | Sergio Gobbi                    |
| 1972 | Les Portes de feu                    | Andrée                                            | Claude Bernard-Aubert           |
| 1973 | Elle court, elle court la banlieue   | l'agent immobilier                                | Gérard Pirès                    |
| 1973 | Le Mataf                             | Nina                                              | Serge Leroy                     |
| 1973 | La Dernière Bourrée à Paris          | la psychanalyste                                  | Raoul André                     |
| 1974 | Les Gaspards                         | Ginette Lalatte                                   | Pierre Tchernia                 |
| 1974 | Commissariat de nuit                 | Pupa                                              | Guido Leoni                     |
| 1975 | Isabelle devant le désir             | la mère d'Isabelle                                | Jean-Pierre Berckmans           |
| 1975 | Souvenir of Gibraltar                | Tina, la mère                                     | Henri Xhonneux                  |
| 1976 | Rue Haute                            | Mimi                                              | André Ernotte                   |
| 1977 | Drôles de zèbres                     | la véritable baronne Jacinthe de la Tronchembiais | Guy Lux                         |
| 1983 | Le Braconnier de Dieu                | Jofrette                                          | Jean-Pierre Darras              |
| 1990 | Un été après l'autre                 | Mère Fine                                         | Anne-Marie Étienne              |
| 1994 | La Vengeance d'une blonde            | Jany                                              | Jeannot Szwarc                  |
| 2004 | Madame Édouard                       | Ginette                                           | Nadine Monfils                  |
| 2006 | Le Dernier des fous                  | Rose                                              | Laurent Achard                  |
| 2006 | C'est beau une ville la nuit         | la mamie HLM                                      | Richard Bohringer               |
| 2008 | Disco                                | Plantilla:Mme Graindorge                          | Fabien Onteniente               |
| 2008 | Le crime est notre affaire           | Babette Boutiti                                   | Pascal Thomas                   |
| 2009 | Les Herbes folles                    | la voisine                                        | Alain Resnais                   |
| 2012 | Crimes en sourdine                   | Plantilla:Mme Garcia                              | Joël Chalude et Stéphane Onfroy |
| 2014 | Le Dernier Diamant                   | Inès de Boissière                                 | Éric Barbier                    |
| 2015 | Les Souvenirs                        | Madeleine                                         | Jean-Paul Rouve                 |
| 2016 | Le Cancre                            | Christiane                                        | Paul Vecchiali                  |
| 2018 | Tamara Vol.2                         | Rose                                              | Alexandre Castagnetti           |

### Curts metratges
- 1995: Vroum-Vroum de Frédéric Sojcher
- 1996: Moi j'aime Albert de Frédéric Chaudier
- 1999: Un Noël de chien de Nadine Monfils
- 2004: Zartmo de Marc Dalman: la dame
- 2018: Les Jouvencelles de Delphine Corrard: Laurenne

### Televisió

#### Telefilms
- 1978: Le bel indifférent de Marion Sarraut
- 1978: L'Avare de Jean Pignol: Frosine
- 1981: Les fiançailles de feu de Pierre Bureau: Mme Hortense
- 1981: Madame Sans-Gêne d'Abder Isker: Madame Sans-Gêne
- 1994: La fille du roi de Philippe Triboit: Bertoune
- 1994: Baldipata de Michel Lang: Colette
- 1995: Fanny se fait un sang d'encre d'Alain de Halleux: Fanny Faber
- 1997: Le diable en sabots de Nicole Berckmans: Marie Fer
- 1997: Une mère comme on n'en fait plus de Jacques Renard: Simone Lapierre
- 1997: Sans cérémonie : Solange Serpette
- 1999: Baldi et Tini de David Pharao: Colette
- 2001: La tortue de Dominique Baron: Anne Gautier, dite la tortue
- 2002: Les rebelles de Moissac de Jean-Jacques Kah: Charlotte
- 2002: Passage du bac d'Olivier Langlois: Émilie
- 2012: Je retourne chez ma mère de Williams Crépin: Alice
- 2018: Illettré de Jean-Pierre Améris: Adélaïde Perez

#### Sèries de televisió
- 1960: Rue de la Gaîté : elle-même
- 1982: Madame S.O.S. : Mitsi, Mme S.O.S.
- 1989: Le Bonheur d'en face : Irène Lecoin
- 1990: Orages d'été, avis de tempête de Jean Sagols: Céline
- 1993: Inspecteur Médeuze, Saison 1, Épisode 1, Poulet Fermier : Lucie
- 1996: Le refuge : Hélène
- 2003: Fabien Cosma, Saison 2, Épisode 1, Jamais trop tard : Lucette
- 2005: Le Tuteur, Saison 2, Épisode 5, Une nouvelle vie : Antoinette Loiseau
- 2012: Scènes de Ménage, Épisode spécial Ce soir ils reçoivent ! de Francis Duquet: la grand-mère de Marion
- 2013: Y'a pas d'âge, Saison 1, Épisode 20, Pour revoir son ex-femme de Stéphane Marelli: Yvonne P.
- 2014: H-Man, Épisode La super retraite de Joseph Cahill: la fille télékinétique
- 2015: Chefs d'Arnaud Malherbe: Léonie

#### Programes de televisió
- 2010: Signé Taloche : la gérante du restaurant

## Arts escèniques

### Musicals
- 1952: La Route fleurie opereta de Raymond Vincy, música Francis Lopez, guionista Max Révol, Théâtre des Célestins, Théâtre de l'ABC, amb Georges Guétary, Bourvil
- 1957: Tête de linotte opereta de Raymond Vincy, música Francis Lopez, guionista Léon Ledoux, amb Jean Richard, A.B.C.
- 1961: Visa pour l'amour de Raymond Vincy i Francis Lopez, guionista René Dupuy, amb Luis Mariano, Théâtre de la Gaîté-Lyrique
- 1965: Ouah ! Ouah ! opereta de Michel André, guionista Roland Bailly, música Étienne Lorin i Gaby Wagenheim, Théâtre de l'Alhambra
- 1968: Pic et Pioche de Raymond Vincy, Jacques Mareuil i Darry Cowl, guionista Robert Thomas, Théâtre des Nouveautés
- 1967: Indien vaut mieux que deux tu l'auras amb Pierre Doris
- 1972: Hello, Dolly ! amb Jacques Mareuil, Théâtre Mogador
- 1976: Nini la chance de Jacques Mareuil, música Georges Liferman, guionista Raymond Vogel, Théâtre Marigny
- 1982: Envoyez la musique de Jacques Mareuil i Gérard Gustin, guionista Raymond Vogel, amb Patrick Préjean i Gérard Chambre, Théâtre de la Porte-Saint-Martin

### Teatre
- 1968: Pic et Pioche de Raymond Vincy, Jacques Mareuil i Darry Cowl, guionista Robert Thomas, Théâtre des Nouveautés
- 1981 i 1987 Madame Sans Gêne
- 1986 Madame de Sévigné
- 1986 La Mienne s'appelait Régine de Pierre Rey, guionista Armand Delcampe, Théâtre de l'Œuvre
- 1986 Merci Apolline de Geneviève Martin, guionista Michel Wyn amb Guy Tréjan
- 1989 Mademoiselle Plume amb Charlotte Kady
- 1990 Sacrée Gladys amb Jacques Balutin
- 1994 Six heures au plus tard amb Xavier Percy
- 1994 La Célestine amb Gérard Chambre
- 2000 Les Joyeuses Commères de Windsor amb Patrick Préjean
- 2006 Lily et Lily
- 2009 i 2010 Laissez-moi sortir de Jean-Marie Chevret, guionista Jean-Pierre Dravel i l'Olivier Macé amb Mimi Lebon Théâtre Daunou